# Киселі (Хмельницький район)
Киселі́ —  село в Україні, у Старокостянтинівській міській громаді Хмельницького району Хмельницької області. Населення становить 391 осіб. До 2020 орган місцевого самоврядування — Сахновецька сільська рада.

## Історія
Перша письмова згадка про село датована 1601 роком.
Село належало князям Острозьким, а з 1753 року князям Любомирським. У 1767 Киселі продали Юзефу Урбановському. Згодом однією  з  власниць маєтку (1854-1861) була дружина Юзефа Ігнація Крашевського. За цей час вони власне і добудували палац для себе.
Після від'їзду Крашевського, його син Францішек жив в Киселях, потім (1882-1883) продавав маєток Яну Канте Гленбоцькому з Лашків.
7 (20) листопада 1917 року, відповідно до.Третього Універсалу Української Центральної Ради, увійшло до складу Української Народної Республіки.
Перший колгосп ім. Мануїльського створений в 1924 році. 
12 червня 2020 року, відповідно до розпорядження Кабінету Міністрів України № 727-р «Про визначення адміністративних центрів та затвердження територій територіальних громад Хмельницької області», увійшло до складу Старокостянтинівської міської громади.
19 липня 2020 року, після ліквідації Старокостянтинівського району, село увійшло до Хмельницького району.

## Пам'ятки
Садиба Юзефа Крашевського
Період будівництва: Початок ХІХ ст. Крашевський перебудував внутрішній дворик, додавши башту та павільйон. Скромний сад, за припущенням, був створений Людвіком Метцеллом - архітектором знаменитого парку в "Софіївці".

## Галерея

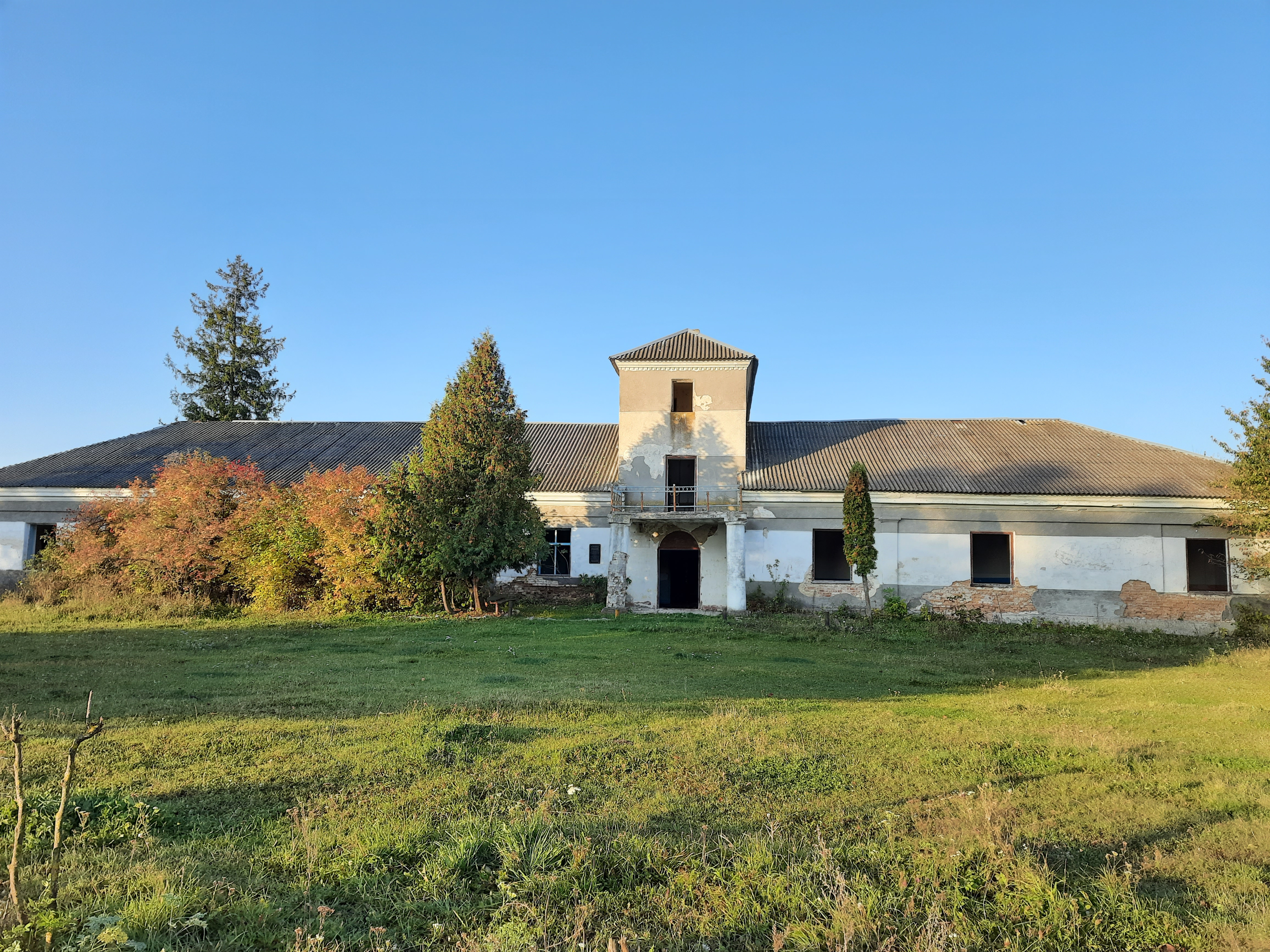
Садиба Крашевського
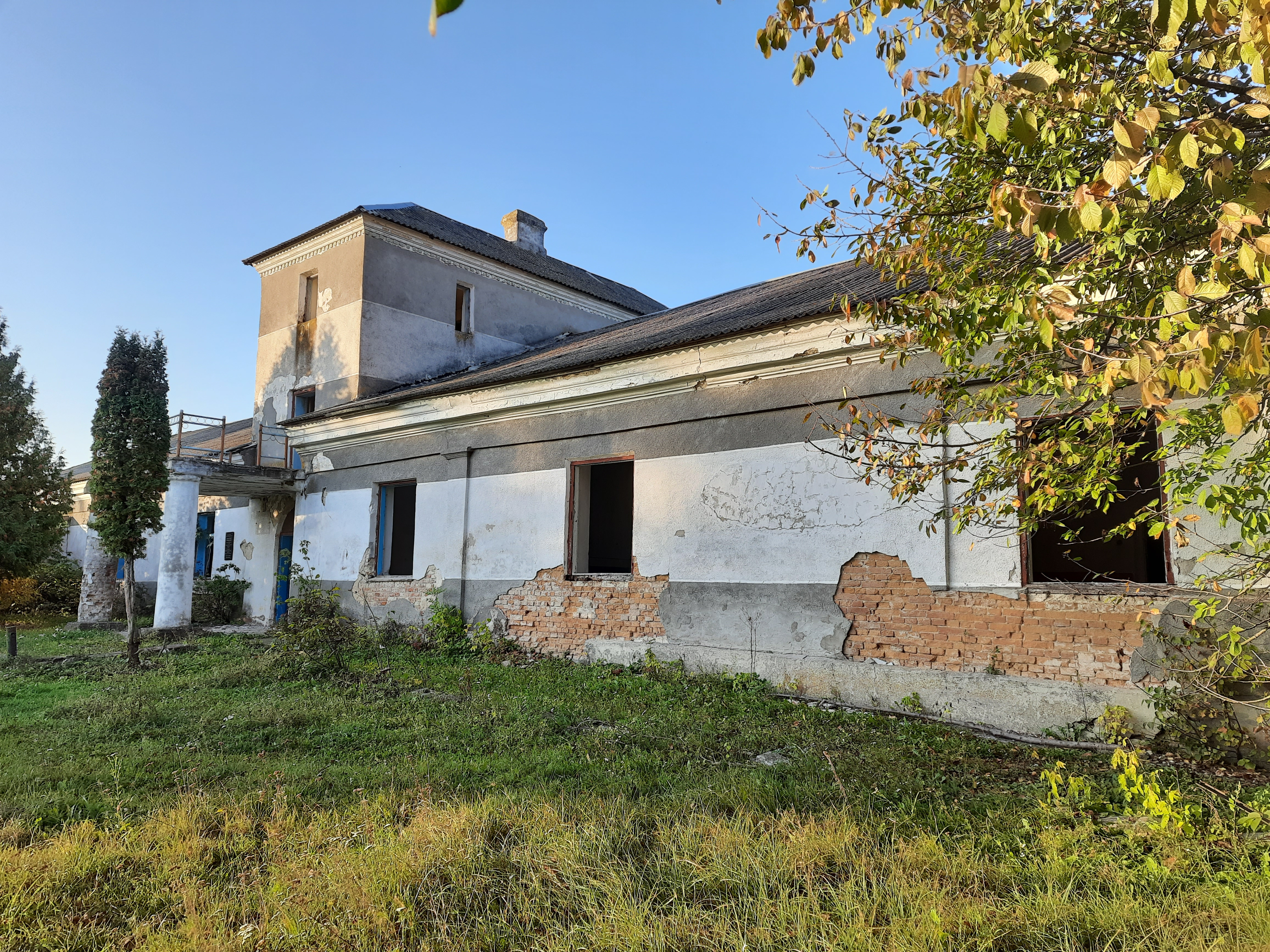
Садиба Крашевського
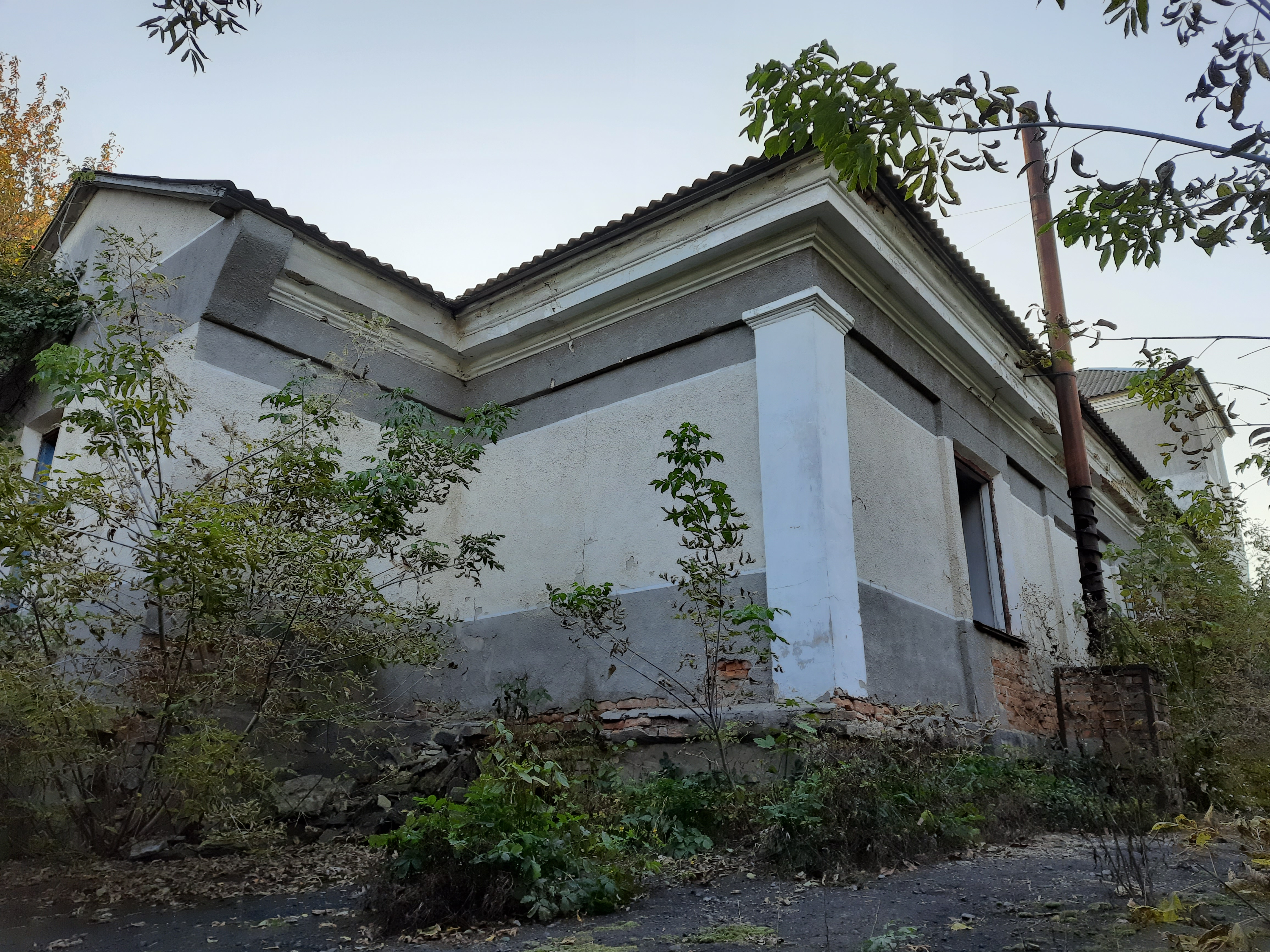
Садиба Крашевського
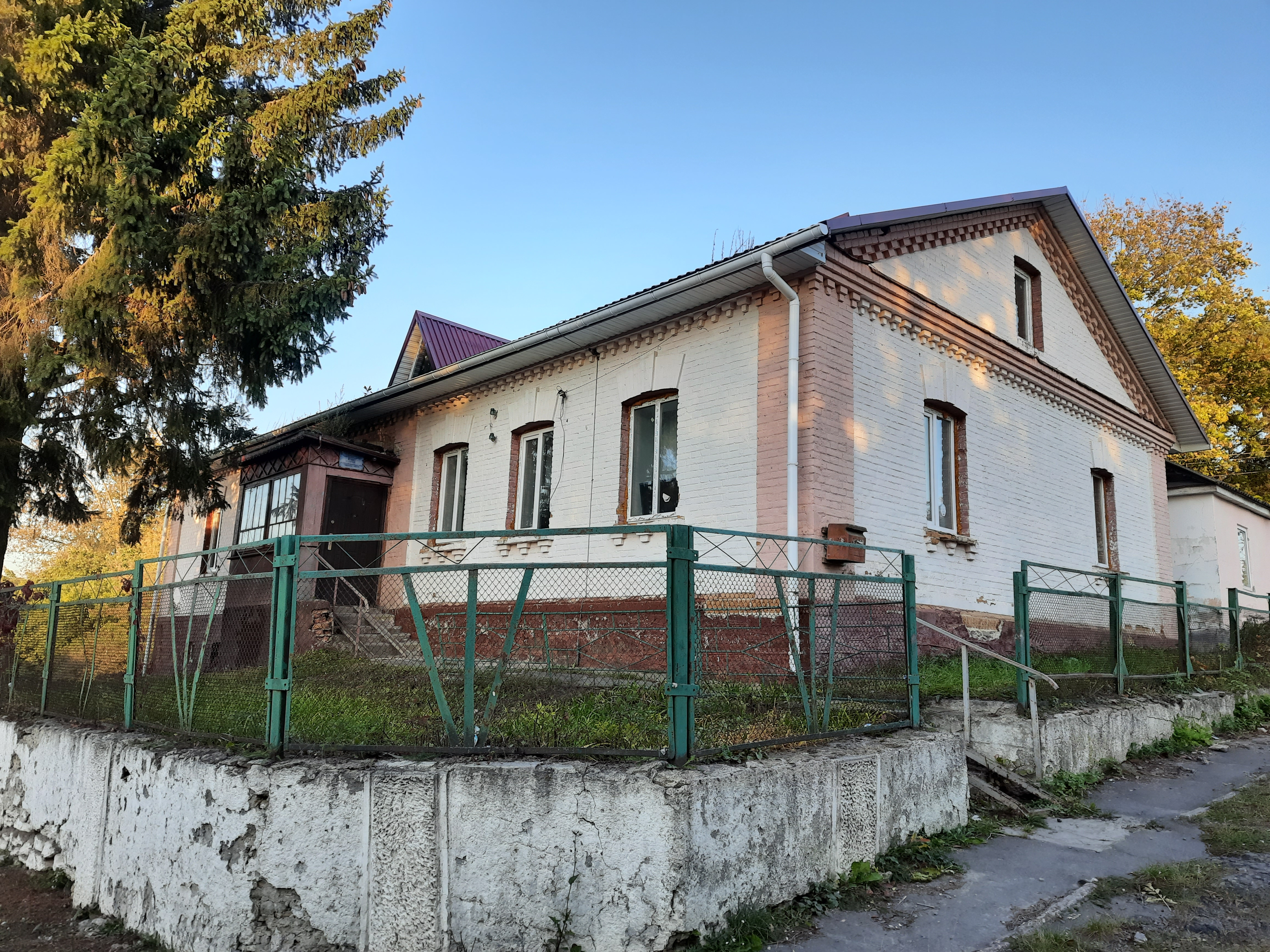
Будівля в селі
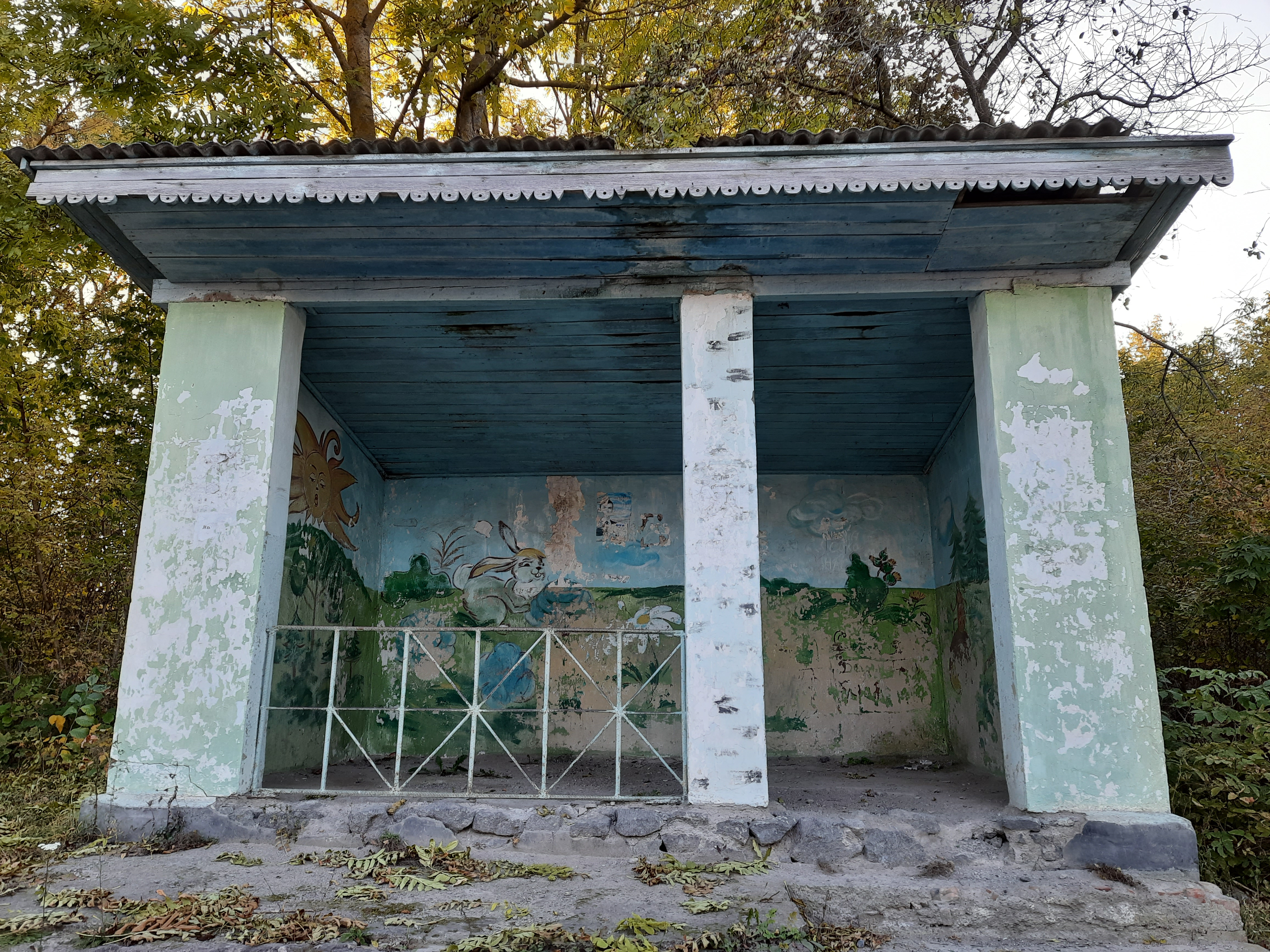
Автобусна зупинка